# Гусячі лапки (орнамент)
Гусячі лапки (п'є-де-пуль від фр. pied-de-poule), зуб собаки (англ. houndstooth) або ламана клітина (та інші назви) — класичний двоколірний геометричний орнамент, зазвичай зустрічається в текстилі, який являє собою ламані клітини або абстрактні багатокутники. Традиційне поєднання кольорів — білий та чорний колір.
Гусячі лапки є традиційним візерунком переплетення вовняних ниток в Шотландії,, але в даний час використовується також у інших матеріалах. Традиційно цей візерунок формується перетином чотирьох темних і чотирьох світлих ниток в обох основах тканини і заповненням або простим саржевим переплетенням 2/2, дві нитки під, дві нитки над основою, щоразу піднімаючи перекриття на одну нитку. 
З'явився вперше на накидках пастухів. Пізніше у вигляді візерунка на вовняних тканинах костюмів став з'являтися на англійських політиках і аристократах. У сучасному вигляді «гусячі лапки» оформились лише в XIX столітті.
На початку 1960-х ламана клітина стала відома завдяки актрисі Одрі Гепберн і модельєрці Коко Шанель, що створювала костюми для фільму «Сніданок у Тіффані». Особливу популярність орнамент отримав у XX столітті завдяки Коко Шанель, яка створювала жіночі костюми з тканини з цим орнаментом.